# Лебница (село)
 Тази статия е за селото.  За реката вижте Лебница.  
Лѐбница е село в Югозападна България. То се намира в община Сандански, област Благоевград.

## История
В „Етнография на вилаетите Адрианопол, Монастир и Салоника“, издадена в Константинопол в 1878 година и отразяваща статистиката на населението от 1873 година, Лиебница (Liébnitsa) е посочено като село с 6 домакинства и 24 жители българи.

## Население

### Етнически състав
Преброяване на населението през 2011 г.
Численост и дял на етническите групи според преброяването на населението през 2011 г.:
|                     | Численост |
| Общо                | 433       |
| Българи             | 379       |
| Турци               | -         |
| Цигани              | -         |
| Други               | -         |
| Не се самоопределят | -         |
| Неотговорили        | 54        |